# Темекула (Каліфорнія)
Темекула (англ. Temecula) — місто (англ. city) в США, в окрузі Ріверсайд штату Каліфорнія. Населення — 110 003 особи (2020).

## Географія
Темекула розташована за координатами 33°30′7″ пн. ш. 117°7′28″ зх. д. / 33.50194° пн. ш. 117.12444° зх. д. (33.501923, -117.124562).  За даними Бюро перепису населення США в 2010 році місто мало площу 78,13 км², з яких 78,09 км² — суходіл та 0,04 км² — водойми. В 2017 році площа становила 96,54 км², з яких 96,51 км² — суходіл та 0,03 км² — водойми.

### Клімат
| Клімат : Темекула            | Клімат : Темекула | Клімат : Темекула | Клімат : Темекула | Клімат : Темекула | Клімат : Темекула | Клімат : Темекула | Клімат : Темекула | Клімат : Темекула | Клімат : Темекула | Клімат : Темекула | Клімат : Темекула | Клімат : Темекула | Клімат : Темекула |
| Показник                     | Січ.              | Лют.              | Бер.              | Квіт.             | Трав.             | Черв.             | Лип.              | Серп.             | Вер.              | Жовт.             | Лист.             | Груд.             | Рік               |
| Абсолютний максимум, °C      | 32,2              | 32,2              | 36,7              | 38,9              | 43,9              | 43,3              | 45,6              | 46,1              | 45,0              | 43,3              | 35,6              | 31,7              | 46,1              |
| Середній максимум, °C        | 20,6              | 20,0              | 22,2              | 22,8              | 25,6              | 28,3              | 32,2              | 32,8              | 32,2              | 27,8              | 23,9              | 20,0              | 25,6              |
| Середній мінімум, °C         | 5,0               | 5,6               | 7,2               | 8,9               | 11,7              | 13,9              | 16,7              | 16,7              | 15,0              | 11,7              | 7,2               | 4,4               | 10,0              |
| Абсолютний мінімум, °C       | −10               | −6,1              | −3,9              | −1,7              | 1,1               | 0,0               | −0,6              | 7,2               | 4,4               | −1,1              | −6,1              | −7,8              | −10               |
| Норма опадів, мм             | 64                | 76                | 29                | 23                | 6                 | 1                 | 2                 | 2                 | 3                 | 24                | 34                | 68                | 331               |
| ---------------------------- | ----------------- | ----------------- | ----------------- | ----------------- | ----------------- | ----------------- | ----------------- | ----------------- | ----------------- | ----------------- | ----------------- | ----------------- | ----------------- |
| Джерело: weathercurrents.com |                   |                   |                   |                   |                   |                   |                   |                   |                   |                   |                   |                   |                   |

## Демографія
Згідно з переписом 2010 року, у місті мешкало 100 097 осіб у 31 781 домогосподарстві у складі 25 826 родин. Густота населення становила 1281 особа/км².  Було 34004 помешкання (435/км²).
Расовий склад населення:
| - 70,8 % — білих - 9,8 % — азіатів - 4,1 % — чорних або афроамериканців - 1,1 % — корінних американців - 0,4 % — вихідців з тихоокеанських островів - 7,9 % — осіб інших рас |

До двох чи більше рас належало 5,9 %. Частка іспаномовних становила 24,7 % від усіх жителів.
За віковим діапазоном населення розподілялося таким чином: 30,7 % — особи молодші 18 років, 61,5 % — особи у віці 18—64 років, 7,8 % — особи у віці 65 років та старші. Медіана віку мешканця становила 33,4 року. На 100 осіб жіночої статі у місті припадало 95,9 чоловіків;  на 100 жінок у віці від 18 років та старших — 93,9 чоловіків також старших 18 років.
Середній дохід на одне домашнє господарство  становив 91 553 долари США (медіана — 79 925), а середній дохід на одну сім'ю — 97 852 долари (медіана — 87 287). Медіана доходів становила 65 144 долари для чоловіків та 43 695 доларів для жінок. За межею бідності перебувало 7,0 % осіб, у тому числі 7,3 % дітей у віці до 18 років та 6,0 % осіб у віці 65 років та старших.
Цивільне працевлаштоване населення становило 46 562 особи. Основні галузі зайнятості: освіта, охорона здоров'я та соціальна допомога — 22,0 %, мистецтво, розваги та відпочинок — 14,4 %, роздрібна торгівля — 11,1 %, виробництво — 10,7 %.